# Torre d'Alcoforados
La Torre d'Alcoforados o Torre dos Mouros és una residència senyorial fortificada medieval situada a Lordelo, al municipi de Paredes de Portugal. La torre, d'estil gòtic, es construí entre els segles XIV i XV a prop del riu Ferreira. Inicialment estava vinculada a una propietat denominada Honra dos Brandões. Tot i la denominació local "Torre dos Mouros", la construcció és molt posterior al domini islàmic del territori portuguès. El 1993 fou classificada com a Immoble d'interès públic i està integrada en la Ruta del romànic.